# رینبو راول
رینبو راول (به انگلیسی: Rainbow Rowell) (زادهٔ ۲۴ فوریهٔ ۱۹۷۳) نویسندهٔ آمریکایی رمان‌های نوجوان و بزرگسال و برندهٔ جایزهٔ مایکل ال. پرینتز سال ۲۰۱۴ است.
راول بین سال‌های ۱۹۹۵ تا ۲۰۱۲، ستون‌نویس و مسئول تبلیغات روزنامهٔ اوماها ورلد-هرالد بود. او پس از ترک این شغل، به استخدام شرکتی تبلیغاتی درآمد و همزمان، نوشتن اولین رمانش را آغاز کرد. او در همین حین، صاحب فرزند شد و به مدت دو سال کار بر روی این رمان را متوقف کرد. «اتچمنت»، «النور و پارک»، «طرفداری»، «تلفن ثابت» و «چیزی که عشق واقعی به من داد» از جمله آثار این نویسنده است.